# Pseudocaryanda brunnea
Pseudocaryanda brunnea är en insektsart som beskrevs av Willemse, C. 1939. Pseudocaryanda brunnea ingår i släktet Pseudocaryanda och familjen gräshoppor. Inga underarter finns listade i Catalogue of Life.